# Karl Wilhelm Krause
Karl Wilhelm Krause (* 5. März 1911 in Michelau, heute Michale, Polen; † 6. Mai 2001) war im Zweiten Weltkrieg ein Offizier der Waffen-SS. Von 1934 bis 1939 war er Kammerdiener von Adolf Hitler.

## Leben
Krause wurde in Michelau bei Danzig geboren und machte eine Lehre zum Kunsttischler. Im Jahr 1931 trat er in die Reichsmarine ein. Nach der Machtergreifung der Nationalsozialisten wurde er 1934 speziell von Hitler als Leibdiener ausgesucht, trat zum 1. September 1934 der SS bei (SS-Nummer 236.858) und wurde zum 20. April 1938 zum Untersturmführer befördert. Die Position als Leibdiener hatte er bis zum September 1939 inne. Krause hatte Hitler nämlich während des Überfalls auf Polen polnisches anstatt des üblichen Fachinger Heilwassers ausgeschenkt. Hitler bezichtigte Krause des Versuchs der Vergiftung. Krause geriet daraufhin in Streit mit Hitler, der ihn schließlich entließ. Sein Nachfolger wurde Heinz Linge.
Krause kehrte zur Kriegsmarine zurück. Nachdem Hitler jedoch von der Versenkung von Krauses Kampfschiff erfahren hatte, die er überlebte, ließ er ihn rehabilitieren und als Adjutant der SS in die Reichskanzlei versetzen. Später nahm Krause, der zum 30. Januar 1942 zum SS-Obersturmführer befördert wurde, bei der Waffen-SS am Krieg teil.
1945 wurde Krause von der US-Armee verhaftet und schließlich 1946 gegen ein Bußgeld von 7 Mark freigelassen.

## Erinnerungen
- Zehn Jahre. Tag und Nacht. Kammerdiener bei Hitler, 1949.

## Auszeichnungen
- Eisernes Kreuz, I. und II. Klasse
- Deutsches Kreuz in Gold
- Medaille zur Erinnerung an den 13. März 1938
- Medaille zur Erinnerung an den 1. Oktober 1938
- Medaille zur Erinnerung an die Heimkehr des Memellandes
- Zerstörer-Kriegsabzeichen
- Narvikschild
- DRL-Sportabzeichen

## Belege
1. ↑  Gordon Williamson: Die SS – Hitlers Instrument der Macht. Neuer Kaiser Verlag 1998, S. 273
2. ↑  Bundesarchiv R 9361-III/537660
3. ↑  Rochus Misch: Der letzte Zeuge. Ich war Hitlers Telefonist, Kurier und Leibwächter. Piper-Verlag 2013

| Personendaten    | Personendaten                    |
| ---------------- | -------------------------------- |
| NAME             | Krause, Karl Wilhelm             |
| KURZBESCHREIBUNG | deutscher Offizier der Waffen-SS |
| GEBURTSDATUM     | 5. März 1911                     |
| GEBURTSORT       | Michelau, heute Michale, Polen   |
| STERBEDATUM      | 6. Mai 2001                      |